# Alois Teuber
Alois Teuber (* 7. September 1950 in Bersenbrück) ist ein deutscher Sportmediziner und Boxfunktionär.

## Leben
Der im niedersächsischen Bersenbrück aufgewachsene Teuber studierte Humanmedizin an der Heinrich-Heine-Universität Düsseldorf, dort wurde 1982 seine Doktorarbeit (Thema: „Schäden am Bewegungsapparat bei Boxern“) angenommen. Zwischen 1981 und 1987 war als Assistenzarzt in Düsseldorf, Köln, Neuss und San Francisco tätig, 1987 endete seine Facharztausbildung für Orthopädie, Sportmedizin, Physikalische Therapie und Sonographie. Nach zwei Jahren als Oberarzt in der Orthopädie des Johanna-Etienne-Krankenhauses in Neuss (1987 bis 1989) eröffnete Teuber im Jahr 1989 in Meerbusch eine Praxis für Sportmedizin.
Teuber betreute als Arzt zahlreiche Sportler und Mannschaften aus dem Spitzensportbereich: Er war jahrelang Ringarzt bei Profiboxkämpfen, betreute Boxer wie Henry Maske, Axel Schulz und Sven Ottke medizinisch, in den 1990er Jahren war er Mannschaftsarzt der Fußballmannschaft von Fortuna Düsseldorf, dann von Borussia Mönchengladbach, von 2006 bis 2015 erneut von Fortuna Düsseldorf. 13 Jahre lang betreute er die American-Football-Mannschaft Rhein Fire, war ebenfalls Arzt der TuS 95 Dragons Düsseldorf (Rugby), des Basketballzweitligisten Düsseldorf Magics, der Tennis-Bundesligisten Rochusclub Düsseldorf und Blau-Weiß Neuss, der Hockeymannschaft Schwarz-Weiß Neuss und ab 1989 der Eishockeymannschaft Düsseldorfer EG. Des Weiteren war Teuber medizinischer Direktor der NFL Europe und als Arzt beim ATP-Tennisturnier von Düsseldorf im Einsatz.
Teuber veröffentlichte zahlreiche Beiträge in sportmedizinischen Fachzeitschriften sowie regelmäßige Kolumnen zu sportmedizinischen Themen im Handelsblatt sowie der Rheinischen Post. Er beriet das Nationale Olympische Komitee Chinas in sportmedizinischen Fragen und weilte als Gastprofessor an der Universitätsklinik Qingdao.
Ab 1994 war Teuber Vorsitzender des Bundes Deutscher Berufsboxer (BDB). Teuber geriet unter Druck, nachdem in einer Dopingprobe von Graciano Rocchigiani, die der Boxer nach dem Kampf gegen Dariusz Michalczewski im August 1996 abgegeben hatte, Spuren des verbotenen Aufputschmittels Ephedrin gefunden worden waren. Rocchigiani hatte eigener Aussage nach keine Kenntnis von einer positiven A-Probe. Der Boxverband WBO und Teubers Vorstandskollegen im BDB gaben an, das Ergebnis nicht mitgeteilt bekommen beziehungsweise erst Monate später durch ein anonymes Schreiben von der Sache erfahren zu haben. Teuber bestritt Vertuschung und betonte, den Vorgang an die WBO weitergeleitet zu haben, aber keine Antworten auf seine Nachfragen erhalten zu haben. Der Spiegel berichtete Anfang September 1997, Teuber habe „rückdatierte Briefe an die WBO“ verfasst, um zu beweisen, „wie sehr er um Aufklärung bemüht war“, hieß es in dem Artikel. Teuber habe die „Richtigkeit dieser Vorwürfe in seiner schriftlichen Stellungnahme nicht in Abrede gestellt“, hieß es dann seitens der BDB-Vizepräsidenten in ihrem Antrag, Teuber auf der Mitgliederversammlung im November 1997 als Präsidenten des Bundes Deutscher Berufsboxer abwählen zu lassen. Auch die beiden damals einflussreichsten deutschen Boxpromoter Klaus-Peter Kohl und Wilfried Sauerland hatten sich für die Ablösung Teubers ausgesprochen. Teuber erklärte auf der Mitgliederversammlung des BDB im November 1997 letztlich seinen Rückzug als Präsident.